# Лысый скворец
Лысый скворец (лат. Sarcops calvus) — певчая птица семейства скворцовых. Единственный представитель рода Sarcops, который был введён английским орнитологом Артуром Хей в 1875 году.

## Внешний вид
Длина тела составляет 22 см. На голове обширные пятна оголённой красной кожи вокруг глаз, разделённые узкой полоской коротких перьев, растущих вдоль середины темени.

## Распространение
Птица является эндемичным видом Филиппинских островов. Её естественной средой обитания служат субтропические или тропические сухие леса, субтропические или тропические влажные низменные леса и субтропические или тропические влажные гористые леса.

## Образ жизни
Птицы выводят птенцов в дуплах деревьев, сооружённых в своё время дятлами. Основу рациона составляют плоды.